# 2011 UV412
2011 UV412, também escrito como 2011 UV412, é um objeto transnetuniano que está localizado no Cinturão de Kuiper, uma região do Sistema Solar. Ele possui uma magnitude absoluta de 8,0 e tem um diâmetro estimado com cerca de 111 km.

## Descoberta
2011 UV412 foi descoberto no dia 24 de outubro de 2011 pelo astrônomo M. Alexandersen.

## Órbita
A órbita de 2011 UV412 tem uma excentricidade de 0,302 e possui um semieixo maior de 48,565 UA. O seu periélio leva o mesmo a uma distância de 33,909 UA em relação ao Sol e seu afélio a 63,221 UA.